# American association of blood banks

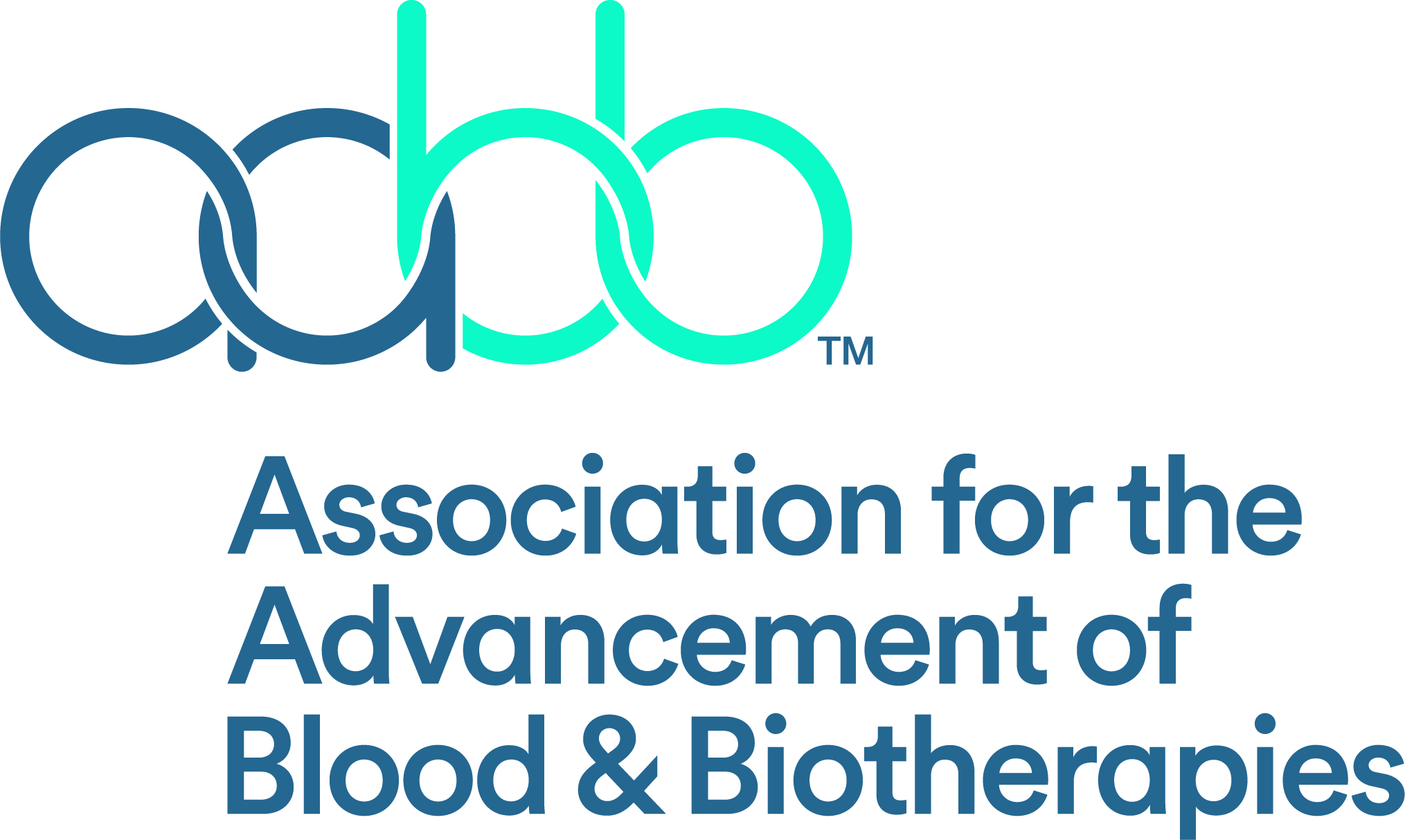

 (octobre 2014).
L'AABB  est un corps professionnel et un organisme de normalisation fondé en 1947, sous le nom de l’Association américaine des banques du sang, en anglais : American Association of Blood Banks. Le nom de l'organisation a été changé en AABB au début de 2005 pour marquer les changements en envergure et opérations. AABB est maintenant internationale avec des membres dans 80 pays et a pris la décision d'inclure tout ce qui concerne la médecine de la transfusion ainsi que les thérapies cellulaires, spécialement celles basées sur les cellules souches hématopoïétiques.
L'AABB travaille de très près avec la FDA américaine et fournit des contributions techniques pour le développement des régulations du sang. Alors que le fait d'être membre n'est pas rigoureusement nécessaire, toutes les grandes banques du sang des États-Unis sont virtuellement accrédités par l'AABB. Plus de 80 pour cent des services de transfusion hospitaliers et similaires aux États-Unis sont membres.
L'organisation publie une lettre d'information ainsi qu'un journal de recherche à travers la publication de Blackwell appelé Transfusion. Tous les trois ans, l'AABB publie un manuel technique, celui de 2007 étant sa quinzième édition. L'organisation distribue aussi une variété d'échantillons sélectionnés issus d'autres banques de sang, en incluant les standards, utilisés pour accréditer les membres.
Depuis 1953, l'organisation a organisé un échange national pour faciliter les transferts entre les banques de sang lors de pénuries, ou quand des groupes sanguins rares sont requis.